# Święty Franciszek otrzymujący stygmaty (obraz El Greca, 1567–1570)
Święty Franciszek otrzymujący stygmaty (typ I, Titianesque) – obraz autorstwa hiszpańskiego malarza pochodzenia greckiego Dominikosa Theotokopulosa, znanego jako El Greco.
El Greco wielokrotnie malował portret św. Franciszka (znanych jest ok. czterdziestu wersji z wizerunkiem świętego). Przedstawiał go w różnych pozach ekstazy, modlitwy czy w chwili otrzymania stygmatów.
Po raz pierwszy po temat sięgnął około roku 1570, jeszcze podczas swojego pobytu w Wenecji. Stworzył wówczas dwie różne wersje. Jedna znajduje się w Accademia Carrara druga w kolekcji prywatnej w Genewie. Według Wetheya obraz powstał w drugiej połowie XVI wieku. Powstał na podstawie grawerunku Boldiniego powstałego na podstawie rysunku Tycjana. Angielski historyk sztuki Elliss Waterhouse odrzucił autorstwo El Greca i przypisał je włoskiemu malarzowi Paolo Fiammingo. Camon Aznar datuje obraz na lata 1567–1569.
Podobny obraz, lecz z odwróconą kompozycją znajdował się w kolekcji Ercole Piccinelli at Seriate w Bergamo, do śmierci jej właściciela w 1954 roku.

## Opis obrazu
Święty Franciszek ukazany został w pozycji klęczącej z rozłożonymi ramionami przypominającym krzyż i z głową skierowaną ku światłu. Promień światła padający z nieba jest symbolem boskiego światła. Mnisi brązowy habit w jaki ubrany jest Franciszek mieni się od refleksów świetlnych. Na dłoniach świętego znajdują się ledwo zauważalne stygmaty. Po lewej stronie, w leżącej pozycji ukazany został brat Rufin. Taki układ kompozycyjny El Greco wielokrotnie powtórzy w kolejnych latach swojej twórczości.